# Liste der Kulturdenkmale in Löbichau
In der Liste der Kulturdenkmale in Löbichau sind vorerst einige Kulturdenkmale der ostthüringischen Gemeinde Löbichau im Landkreis Altenburger Land und ihrer Ortsteile aufgelistet. Diese Liste basiert nicht auf der offiziellen Denkmalliste der Unteren Denkmalschutzbehörde des Landkreises. Grundlage hierfür ist gegebenenfalls vorhandene Literatur beziehungsweise vorhandene Denkmalplaketten an den einzelnen Objekten. Deswegen ist diese Liste stark unvollständig.

## Beerwalde
| Bild                           | Bezeichnung                            | Lage                   | Datierung | Beschreibung                                                                | ID |
| ------------------------------ | -------------------------------------- | ---------------------- | --------- | --------------------------------------------------------------------------- | -- |
| weitere Bilder Fotos hochladen | Kirche                                 | Hauptstraße (Karte)    |           |                                                                             |    |
| BW                             | Torhaus eines ehemaligen Vierseithofes | Hauptstraße 10 (Karte) |           |                                                                             |    |
| BW                             | Fachwerkscheune                        | Hauptstraße 10 (Karte) |           | größte Fachwerkscheune des Altkreises Schmölln als Teil eines Vierseithofes |    |
| BW                             | Winkelhof mit Toreinfahrt              | Hauptstraße 14 (Karte) |           |                                                                             |    |
| Fotos hochladen                | Umgebindehaus                          | Hauptstraße 27 (Karte) |           | Teil eines Vierseithofes mit Backofen                                       |    |

## Großstechau
| Bild                                    | Bezeichnung | Lage                 | Datierung | Beschreibung | ID |
| --------------------------------------- | ----------- | -------------------- | --------- | ------------ | -- |
| weitere Bilder Fotos hochladen          | Kirche      | Am Schulberg (Karte) |           |              |    |
| Direkt Bild zu diesem Denkmal hochladen | Häuslerhaus | Am Schulberg 8       |           |              |    |

## Ingramsdorf
| Bild                                    | Bezeichnung   | Lage        | Datierung | Beschreibung | ID |
| --------------------------------------- | ------------- | ----------- | --------- | ------------ | -- |
| Direkt Bild zu diesem Denkmal hochladen | Umgebindehaus | Birkenweg 7 |           |              |    |

## Kleinstechau
| Bild                                    | Bezeichnung   | Lage   | Datierung | Beschreibung | ID |
| --------------------------------------- | ------------- | ------ | --------- | ------------ | -- |
| Direkt Bild zu diesem Denkmal hochladen | Umgebindehaus | Nr. 10 |           |              |    |
| Direkt Bild zu diesem Denkmal hochladen | Fachwerkhaus  | ?      |           |              |    |

## Löbichau
| Bild                           | Bezeichnung                     | Lage                         | Datierung | Beschreibung | ID |
| ------------------------------ | ------------------------------- | ---------------------------- | --------- | ------------ | -- |
| weitere Bilder Fotos hochladen | Schlosskomplex mit Park         | Beerwalder Straße 33 (Karte) |           |              |    |
| weitere Bilder Fotos hochladen | Fördergerüst Schacht 403 Drosen | Lindenallee                  |           |              |    |

## Tannenfeld
Denkmalensemble

| Bild                           | Bezeichnung                 | Lage               | Datierung | Beschreibung | ID |
| ------------------------------ | --------------------------- | ------------------ | --------- | --- | -- |
| weitere Bilder Fotos hochladen | Park Tannenfeld mit Schloss | Tannenfeld (Karte) |           | Landschaftspark, Schloss, Villa Tannegg, Villa Talegg/Waldegg, Villa Planegg, Villa Brunegg, Liegehallen, Wirtschaftshof mit Wasserturm, weitere Ausstattungsteile |    |